# Vlag van Peize

Vlag van Peize
(7 oktober 1969 - 1 januari 1998)

Vlag van Peize
(2 september 1969 - 7 oktober 1969)

De vlag van Peize werd op 7 oktober 1969 bij raadsbesluit vastgesteld als de gemeentelijke vlag van de Drentse gemeente Peize. De vlag kan als volgt worden beschreven:
Drie banen van gelijke hoogte van rood, wit en groen, met op de witte baan op de scheiding van broeking en vlucht een gele hopbel.
De kleuren van de vlag worden als volgt verklaard: rood staat voor het veen, wit voor de zandgronden en groen voor de weiden. De hopbel is ontleend aan het wapen en herinnert eraan dat hop tot 1870 een belangrijk nevenproduct was van de boerderijen in de gemeente.
Opmerking: op 2 september 1969 werd een vlag vastgesteld met in plaats van de hopbel het gehele gemeentelijke wapenschild, zonder kroon. Deze versie van de vlag is slechts een maand op papier de gemeentevlag van Peize geweest.
In 1998 ging Peize op in de gemeente Noordenveld. Hierdoor kwam de gemeentevlag te vervallen.

## Verwant symbool

Wapen van Peize (1949)

Anloo 
· Beilen 
· Borger 
· Dalen 
· Diever 
· Dwingeloo 
· Eelde 
· Gasselte 
· Gieten 
· Havelte 
· Nijeveen 
· Norg 
· Odoorn 
· Oosterhesselen 
· Peize 
· Roden 
· Rolde 
· Ruinen 
· Ruinerwold 
· Schoonebeek 
· Sleen 
· Smilde 
· Vledder 
· Vries 
· Westerbork 
· de Wijk 
· Zuidlaren 
· Zuidwolde 
· Zweeloo